# No Mercy (Verenigd Koninkrijk)
No Mercy (UK) was een professioneel worstel-pay-per-viewevenement dat geproduceerd werd door World Wrestling Federation (WWF). Dit evenement vond plaats in het Manchester Evening News Arena in Manchester op 16 mei 1999.

## Resultaten
| Nr.                                                                          | Match | Winnaar(s)                   |
| ---------------------------------------------------------------------------- | --- | ---------------------------- |
| 1                                                                            | Gillberg vs. Tiger Ali Singh in een één-op-één match                                                                       | Tiger Ali Singh              |
| 2                                                                            | The Ministry of Darkness vs. The Brood in een tag team match                                                               | The Ministry of Darkness     |
| 3                                                                            | Droz vs. Steve Blackman in een één-op-één match                                                                            | Steve Blackman               |
| 4                                                                            | Kane vs. Mideon in een één-op-één match                                                                                    | Kane; diskwalificatie Mideon |
| 5                                                                            | Nicole Bass vs. Tori in een één-op-één match                                                                               | Nicole Bass                  |
| 6                                                                            | Shane McMahon (c) vs. X-Pac in een één-op-één match voor het WWF European Championship                                     | Shane McMahon (c)            |
| 7                                                                            | Mankind vs. Mr. Ass in een één-op-één match                                                                                | Mr. Ass                      |
| 8                                                                            | Steve Austin (c) vs. The Undertaker vs. Triple H (met Chyna) in een Anything Goes Triangle match voor het WWF Championship | Steve Austin (c)             |
| (c) huidige kampioen voor en na de match \| (nc) nieuwe kampioen na de match | |                              |